# Film Forum Zadar
Le Film Forum Zadar, surnommé également Avvantura Festival, est un festival de cinéma qui se séroule chaque année à Zadar, (Croatie), et consacré aux cinémas d'Europe.

## Histoire
Le réalisateur Sergej Stanojkovski fonde le Film Forum Zadar - Avvantura Festival.

## Palmarès

### 4eédition(2013)
- du 24 au 31 août 2013
- Films récompensés[2]
  - Meilleure production européenne pour Tango libre de Frédéric Fonteyne
  - Meilleure actrice pour Nermina Lukac pour son rôle dans Eat Sleep Die de Gabriela Pichler et pour Sharareh Pasha pour son rôle dans Querelles de Morteza Farshbaf
  - Meilleur acteur pour Sitthiphon Disamoe pour son rôle dans The Rocket de Kim Mordaunt et pour Mateusz Banasiuk pour son rôle dans Ligne d'eau de Tomasz Wasilewski
  - Meilleure photographie : Johan Lundborg dans Eat Sleep Die de Gabriela Pichler
  - Meilleur scénario pour Anahita Ghazvinizadeh et Morteza Farshbaf dans Querelles de Morteza Farshbaf
  - Mention spéciale pour le cast de Eat Sleep Die de Gabriela Pichler et le cast de Le Magasin des suicides de Patrice Leconte
  - Prix Tomislav Pinter (pour sa contribution au 7e art): Shigeru Umebayashi
  - Prix Gold Fish (pour sa créativité et performance au 7e art): Iggy Pop

### 5eédition(2014)
- du 23 au 29 août 2014
- Films récompensés[3]
  - Meilleure actrice pour Agata Kulesza et Agata Trzebuchowska pour leurs rôles dans Ida de Paweł Pawlikowski, Pologne
  - Meilleur production européenne: Ida de Paweł Pawlikowski, Pologne
  - Meilleur acteur pour Željko Marković pour son rôle dans Varvari de Ivan Ikic
  - Meilleur court métrage: Auschwitz on My Mind de Assaf Machnes
  - Mention spéciale premier/second film: Before Snowfall de Hisham Zaman
  - Meilleur réalisateur: Benedek Fliegauf pour le film Just the Wind